# Schizasteridae
Famille
Synonymes
- Brisasterinae Markov, 1994[1]

Les Schizasteridae sont une famille d'oursins dits « irréguliers », de l'ordre des Spatangoida.

## Description et caractéristiques

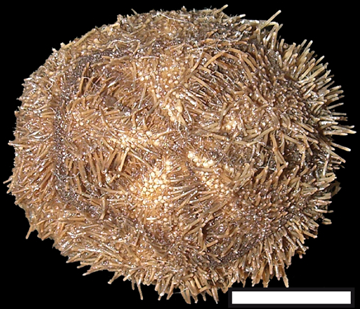
Abatus cavernosus.

Ce sont des oursins irréguliers dont la bouche et l'anus se sont déplacés de leurs pôles pour former un « avant » et un « arrière ». La bouche se situe donc dans le premier quart de la face orale, et l'anus se trouve à l'opposé, tourné vers l'arrière. La coquille (appelée « test ») s'est également allongée dans ce sens antéro-postérieur. Cette famille se reconnaît principalement à ses ambulacres très enfoncés, notamment l'antérieur. 
Ces espèces présentes les particularités suivantes :
- un périprocte placé haut sur la face postérieure qui est tronquée ;
- un ambulacre antérieur enfoncé, avec des paires de pores spécialisées portant des podia à ventouses ;
- des ambulacres pairs pétalloïdes, la paire postérieure étant plus courte et enfoncée ;
- l'absence de plaques d'occlusion au bout des pétales ;
- un labrum court et en forme de « T » et qui ne s'étend pas au-delà de la seconde plaque ambulacraire ;
- un unique fasciole antérieur traversant les plaques interambulacraires (différent de celui des Prenasteridae)[2].

Cette famille semble être apparue au Crétacé (Cénomanien). C'est une famille très diversifiée, avec actuellement 55 espèces dans 24 genres, mais les espèces fossiles, très abondantes et diversifiées, sont bien plus nombreuses que les actuelles. 

## Liste des genres
| Selon World Register of Marine Species (6 octobre 2020) : _______ - genre Abatus Troschel, 1851 -- 10 espèces - genre Aceste Thomson, 1877 -- 3 espèces actuelles - genre Brisaster Gray, 1855 -- 9 espèces - genre Diploporaster Mortensen, 1950b -- 2 espèces - genre Hypselaster H.L. Clark, 1917 -- 9 espèces - genre Moira A. Agassiz, 1872 -- 4 espèces - genre Moiropsis A. Agassiz, 1881 -- 1 espèce - genre Ova Gray, 1825 -- 3 espèces - genre Protenaster Pomel, 1883 -- 2 espèces - genre Prymnaster Koehler, 1914 -- 2 espèces - genre Schizaster L. Agassiz, 1835 -- 9 espèces - genre Tripylaster Mortensen, 1907 -- 1 espèce | Genres fossiles - genre Aguayoaster Sanchez Roig, 1952b † - genre Aliaster Valdinucci, 1975 † - genre Brachybrissus Pomel, 1883 † - genre Caribbaster Kier, 1984b † - genre Cestobrissus Lambert, 1912 † - genre Gregoryaster Lambert, 1907 † - genre Hemifaorina Jeannet & Martin, 1937 † - genre Lambertona Sanchez-Roig, 1953 † - genre Linthia Desor, 1853 † - genre Opissaster Pomel, 1883 † - genre Schizopneustes Thiéry, 1907 † |

## Galerie

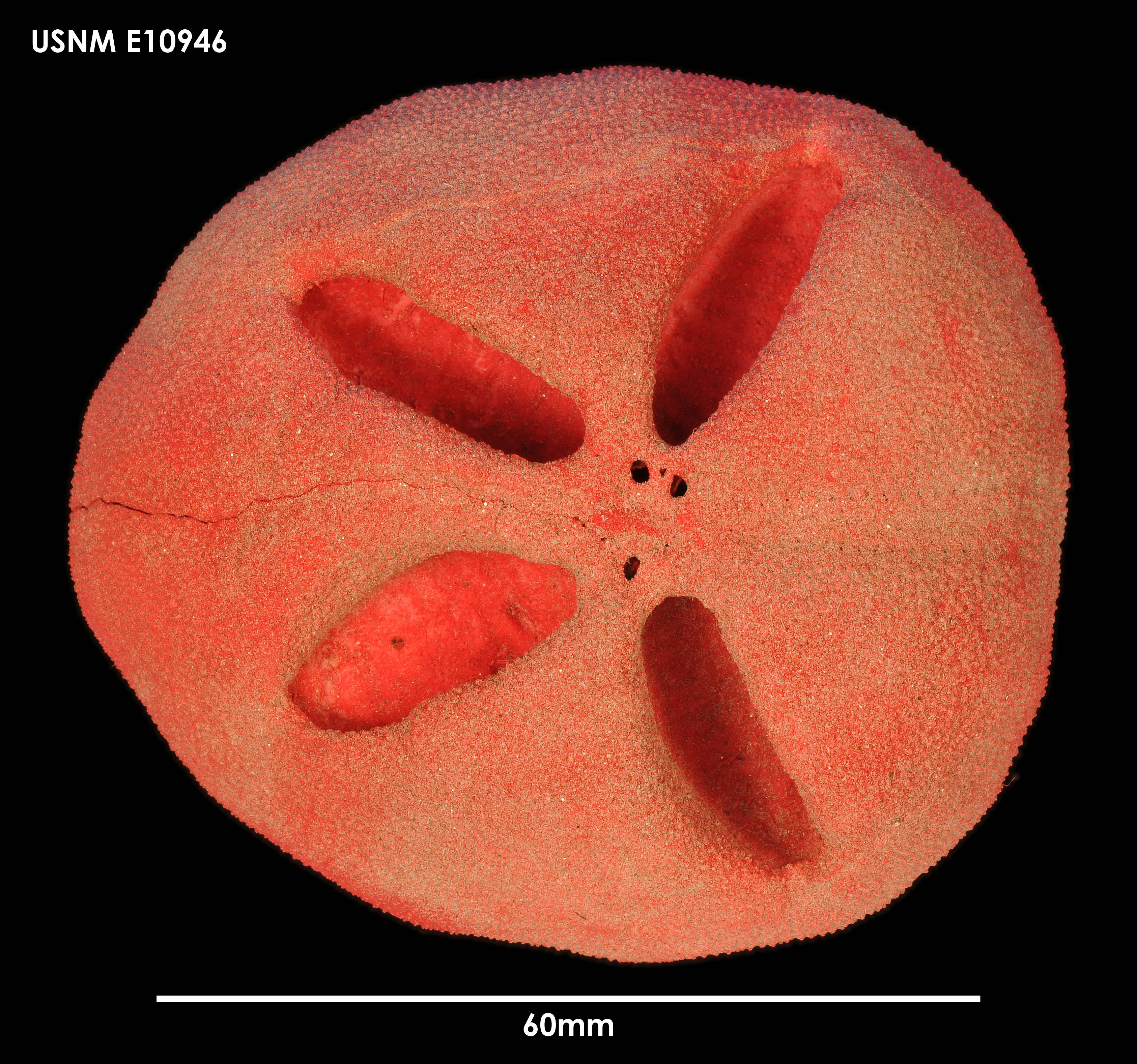
Abatus koehleri.
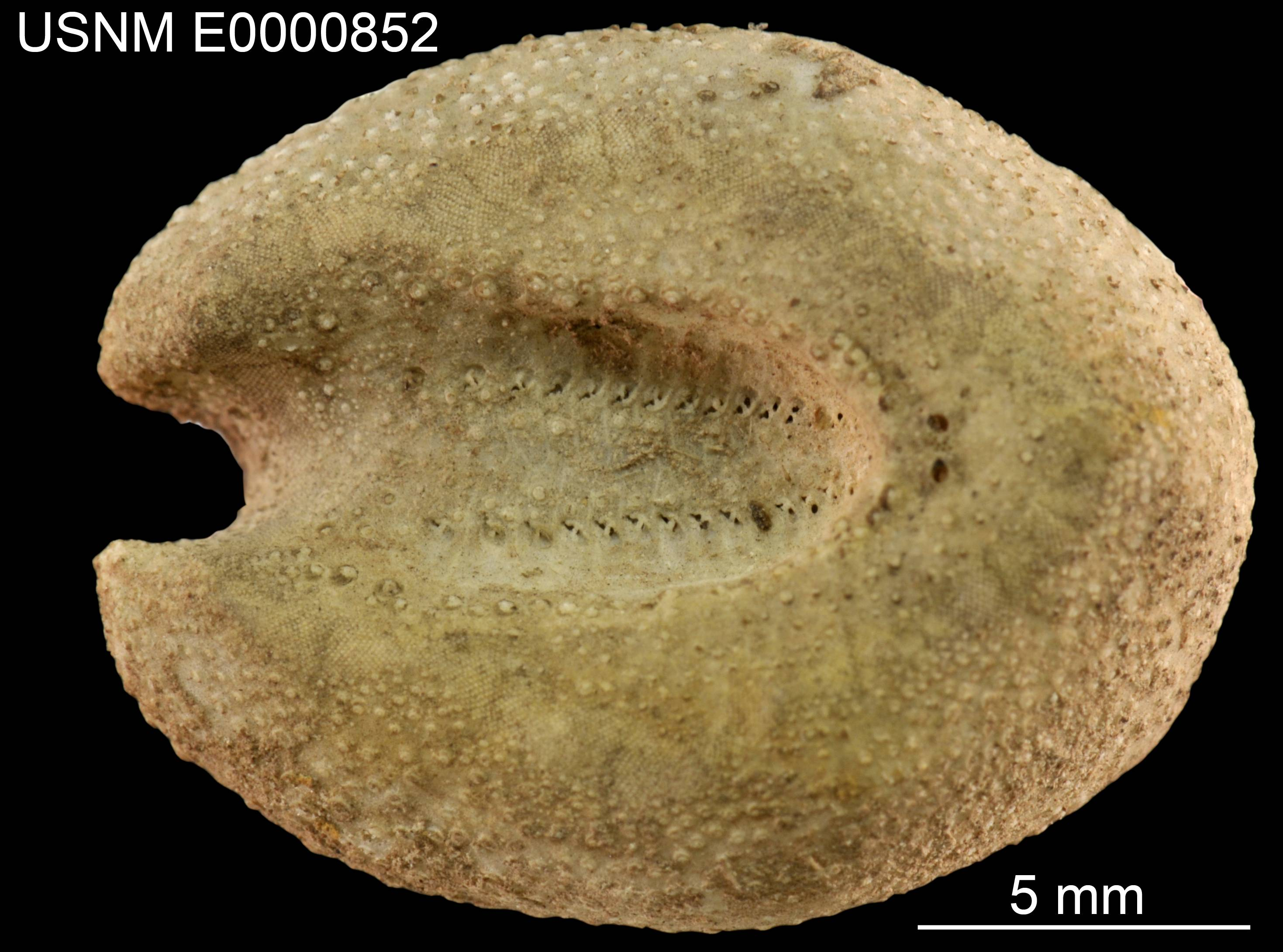
Aceste ovata.
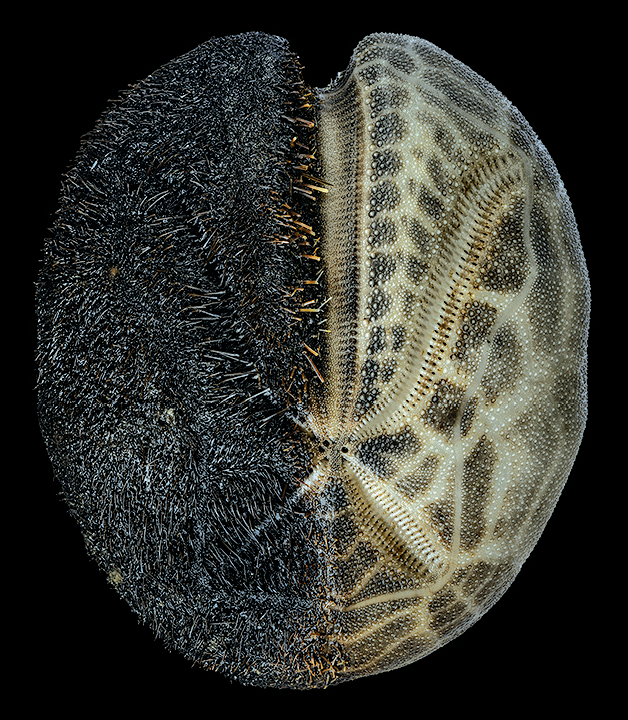
Brisaster moseleyi.
Diploporaster barbatus.
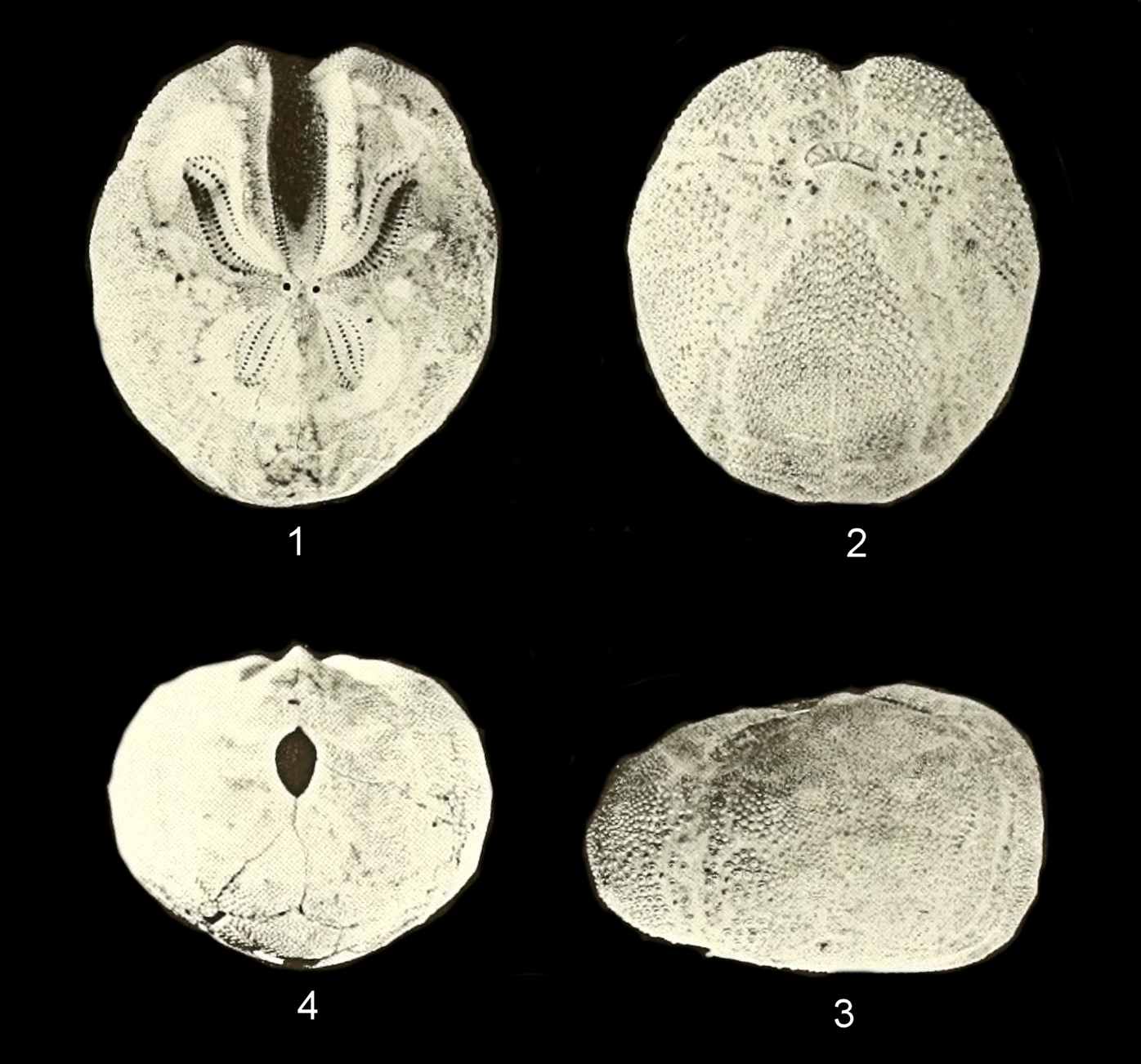
Hypselaster dolosus.
Moira lethe.
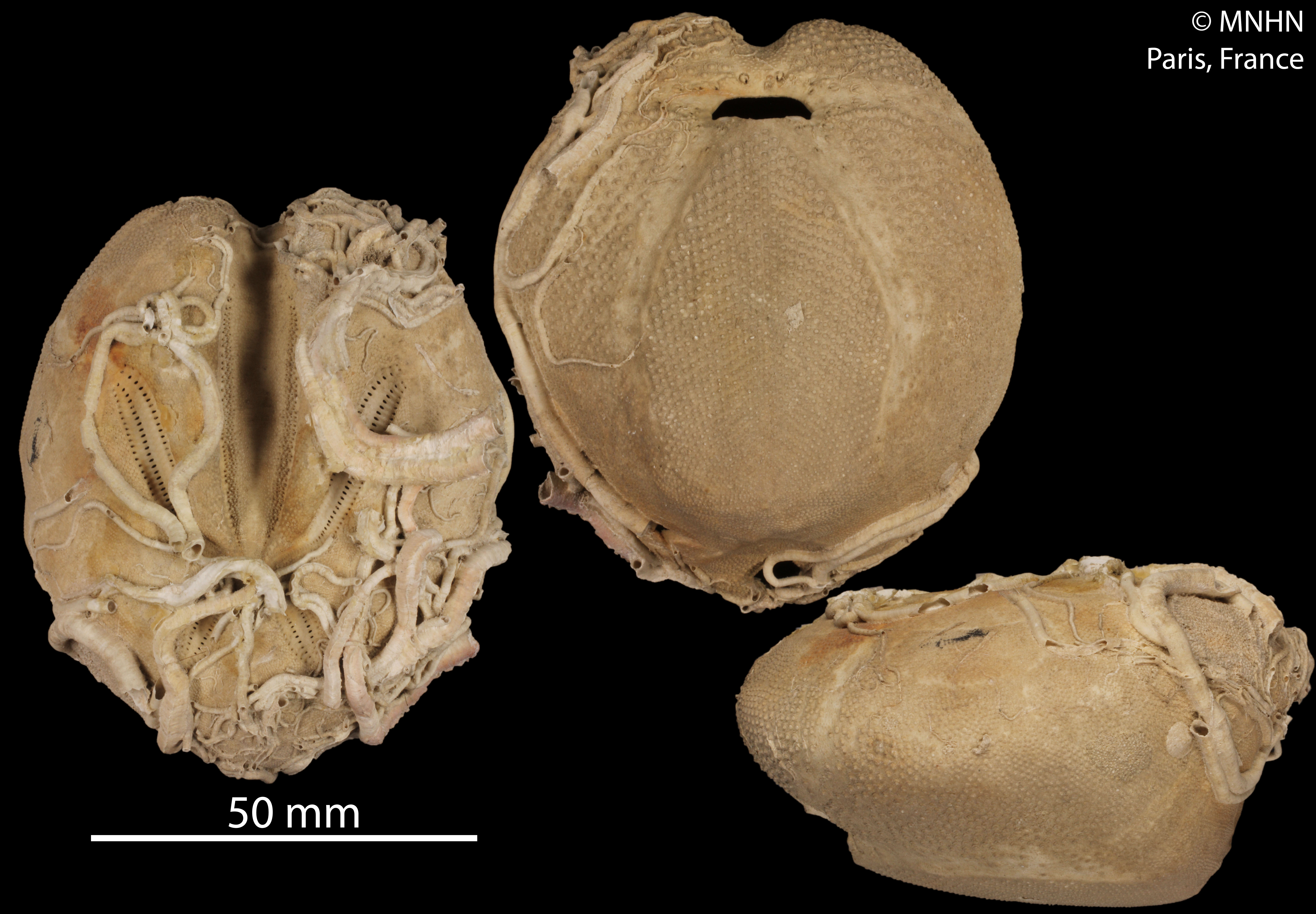
Ova canalifera.
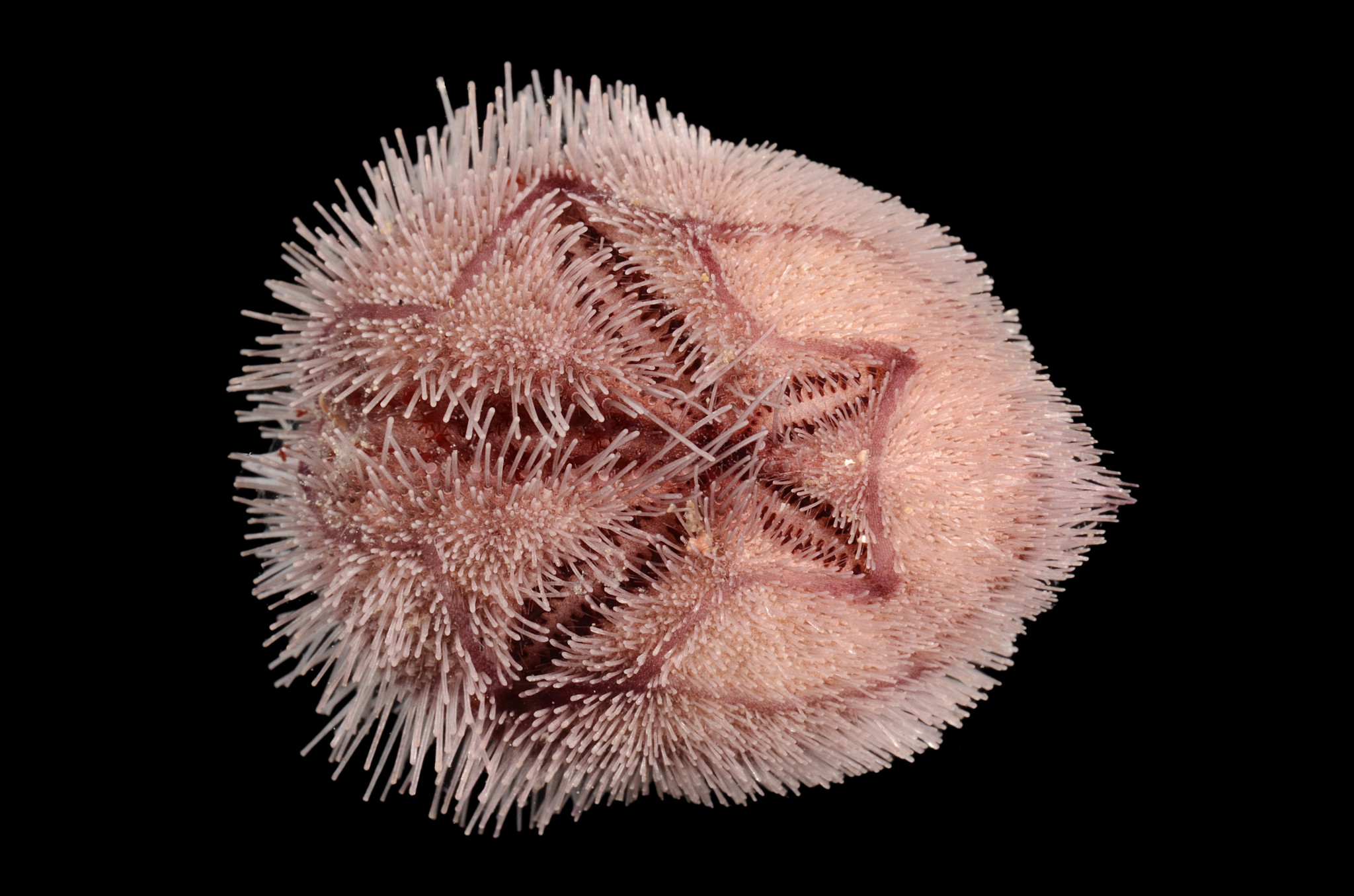
Prymnaster investigatoris
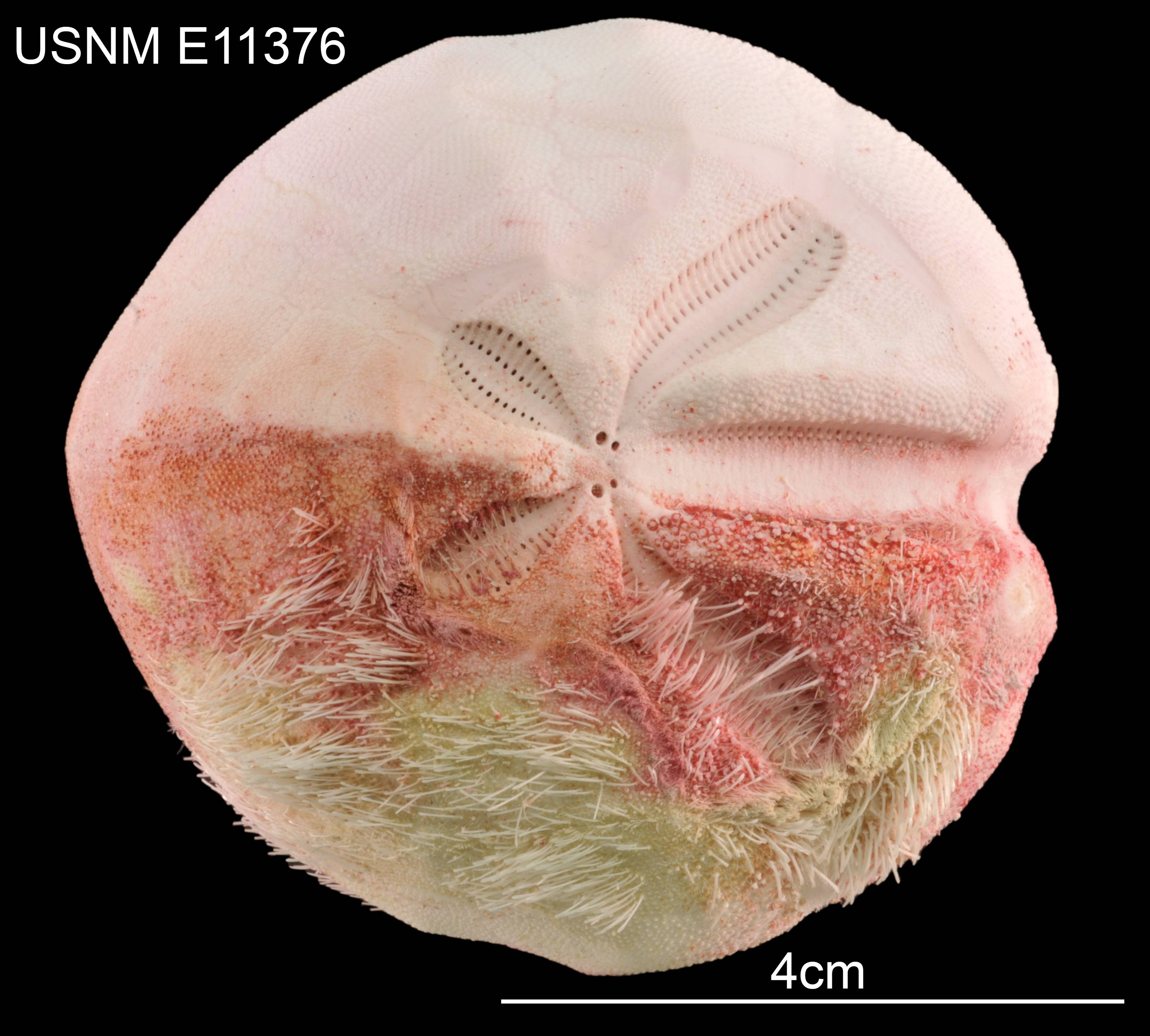
Schizaster doederleini.
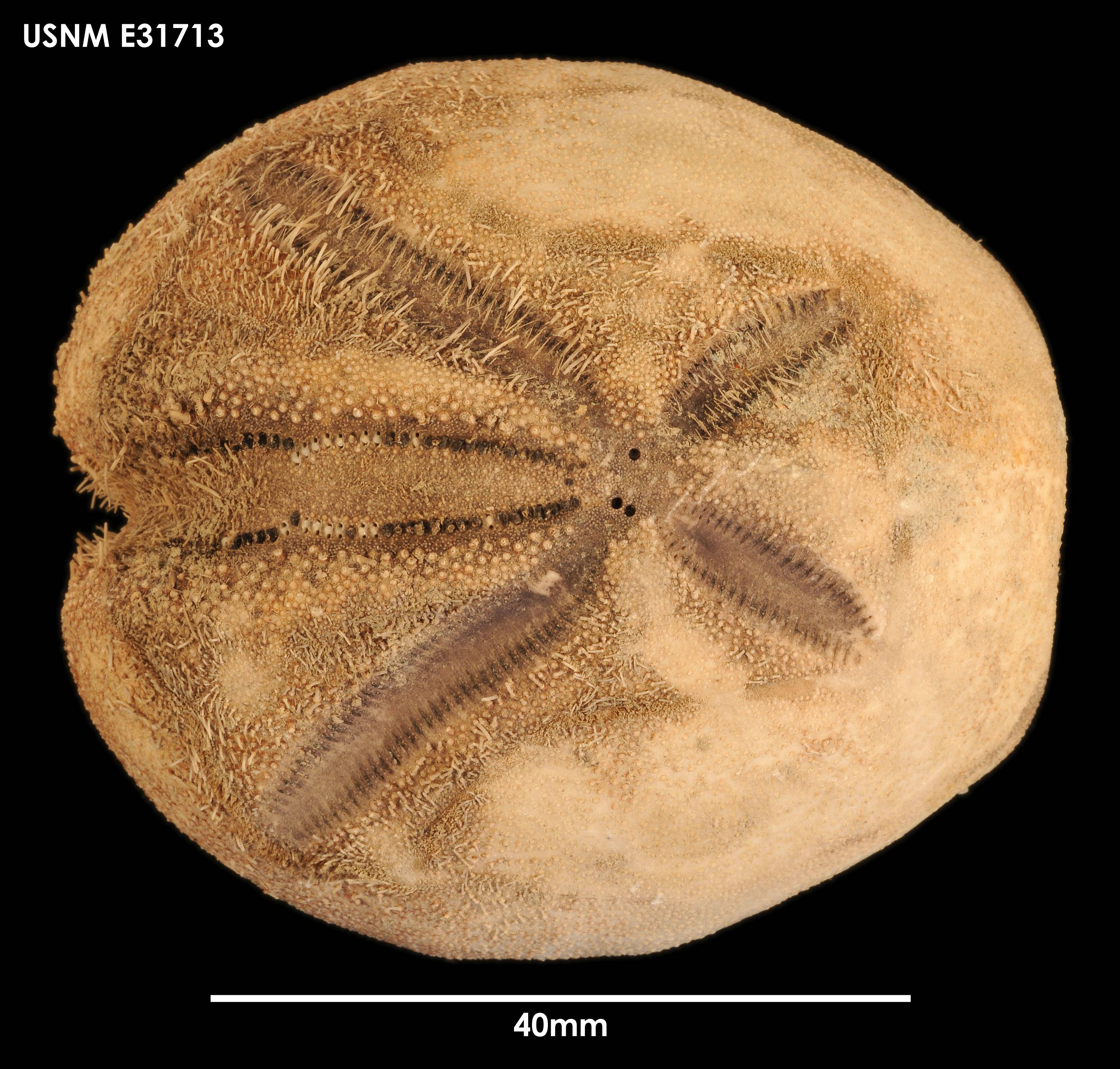
Tripylaster philippi.